# Clematis barbellata
Clematis barbellata es una especie de liana de la familia de las ranunculáceas. Se distribuye por el  Himalaya desde Cachemira hacia el este a Nepal.

## Descripción
Son plantas trepadoras  arbustivas glabras. Tallo  púrpura, cilíndrico. Hojas alternas, con foliolos de 5-7 x 2-4 cm, ovadas, acuminadas ± corto pecioladas, lobuladas o incisa-dentadas o serradas. Flores axilares, simples sobre pedúnculos con dos pequeñas brácteas. Sépalos de color violeta, de 22-28 mm, ovadas a ovado-oblongas, acuminadas, aterciopelados con pelos en ambos lados. Los filamentos aplanados,  lineales, peludos. Los frutos son aquenios glabros. Estilo de hasta 4 cm, plumoso-ciliado.

## Taxonomía
Clematis barbellata fue descrita por Michael Pakenham Edgeworth y publicado en Transactions of the Linnean Society of London 20: 25. 1851.
Etimología
Clematis: nombre genérico que proviene del griego klɛmətis. (klématis) "planta que trepa".
barbellata: epíteto latino que significa "con pequeña barba".
Sinonimia
- Clematis nepalensis Royle[4]